# Leptodoras cataniai
Leptodoras cataniai (Лептодорас Катані) — вид риб з роду Leptodoras родини Бронякові ряду сомоподібні. Названо на честь працівника іхтіологічної служби Девіда Катані.

## Опис
Загальна довжина сягає 19,4 см. Голова відносно широка. Морда довга, конічна. Є добре розвинений ротовий каптур, утвореного мембранним об'єднанням щелепних вусиків, спарених щелепних вусиків на підборідді, а також структур губ. Є 3 пари бахромчастих вусиків. Тулуб витягнутий, особливо хвостове стебло. Спинний плавець складається з 1 жорсткого та 6 м'яких променів. Грудні плавці добре розвинені. Анальний плавець складається з 14-17 м'яких променів. Жировий плавець невеличкий. Хвостовий плавець розрізаний, кінчики лопатей загострені.

## Спосіб життя
Є демерсальною рибою. Воліє до прісної та чистої води. Зустрічаються в річках зі швидкою течією та піщано-кам'янистим ґрунтом. Утворює невеличкі косяки. Вдень ховається серед корчів та під округлим камінням. Активний у присмерку та вночі. Живиться личинками хірономід, а також детритом.

## Розповсюдження
Мешкає у річці Ріу-Неґру та каналі Касікуіаре — в межах Венесуели та Бразилії.